# Dixie's Land
Dixie's Land, nota anche come Dixie oppure DixieLand o I Wish I Was in Dixie, è una canzone popolare statunitense, tra i brani più distintivi prodotti in Nord America nel XIX secolo.
Molte fonti ne attribuiscono la paternità a Daniel Decatur "Dan" Emmett dell'Ohio, sebbene essa sia stata rivendicata da altri autori, persino quando Emmett era in vita, anche a causa della tardiva "registrazione brevettuale". Inizialmente usata durante i Minstrel shows, intorno al 1850 si diffuse rapidamente fino a divenire l'inno nazionale de facto degli Stati Confederati d'America (per via di essa gli abitanti degli Stati del sud sono ancora oggi soprannominati Dixie); tra il 1861 e il 1865 sorsero numerose varianti, i cui testi erano maggiormente orientati al conflitto in corso, la guerra di secessione americana.
La canzone era una delle preferite del presidente Abraham Lincoln: veniva suonata spesso durante i suoi comizi o le sue campagne elettorali e persino alla notizia della resa del generale confederato Robert E. Lee.

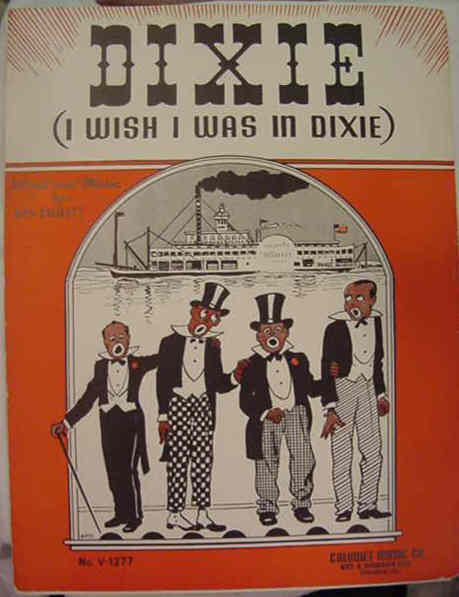
Copertina di spartito (1900 circa)

## Struttura
"Dixie" è strutturata in battute da 2/4 in cui si alternano strofe e ritornelli, che seguono uno schema AABC. Originariamente cantata da un solista, o un ristretto gruppo di cantanti, che ripeteva le strofe mentre il resto della compagnia gli rispondeva; il verso look away era probabilmente una parte che veniva cantata da entrambi i gruppi e, con la diffusione della canzone, le voci del pubblico si aggiungevano a quelle del coro nel cantare il ritornello. In origine era suonata con un tempo più lento di quello con cui viene riprodotta oggi: ritmicamente caratterizzata da una "struttura pesante e inelegante" il cui doppio-passo la rende adatta sia al ballo che alla marcia. "Dixie" impiega un singolo motivo musicale (due semicrome in anacrusi seguite da una nota più lunga) integrato con frasi lunghe. La melodia per formare la tonalità maggiore consiste in arpeggi per creare delle triadi musicali. Inoltre, la melodia del ritornello riesce ad emulare le inflessioni naturali della voce (in particolare la parola away) e ciò può aver contribuito alla sua popolarità.

## Testo
Esistono innumerevoli varianti di "Dixie", ma la versione attribuita a Dan Emmett è ancora oggi la più popolare; in particolare il testo scritto da Emmett intendeva originariamente riflettere l'umore degli Stati Uniti nei tardi anni del 1850, in cui stava crescendo il sentimento abolizionista. La canzone, che veniva suonata durante i minstrel shows, presentava un punto di vista favorevole alla schiavitù, che veniva presentata come un'istituzione tutto sommato positiva.
Oh, I wish I was in the land of cotton,

Old times there are not forgotten.

Look away, look away, look away Dixie Land!

In Dixie's Land, where I was born in,

early on one frosty mornin'.

Look away, look away, look away Dixie Land!

I wish I was in Dixie, Hooray! Hooray!

In Dixie's Land I'll take my stand,

to live and die in Dixie.

Away, away, away down south in Dixie!

Away, away, away down south in Dixie!

There's buckwheat cakes and Injun batter,

Makes you fat or a little fatter.

Look away! Look away! Look away! Dixie Land

Then hoe it down and scratch your gravel,

To Dixie's Land I'm bound to travel.

Look away! Look away! Look away! Dixie Land

I wish I was in Dixie, Hooray! Hooray!

In Dixie's Land I'll take my stand,

to live and die in Dixie.

Away, away, away down south in Dixie!

Away, away, away down south in Dixie!